# Studio de nuit

Studio de nuit était une émission de radio animée par Jean-Louis Foulquier, diffusée à la fin des années 1970 sur France Inter.
L'émission passait à 2 3 heures du matin et accueillait des artistes qui venaient chanter un direct. L'indicatif de l'émission était Sax in the Night de Mac Will.